# Fuendejalón
Fuendejalón – gmina w Hiszpanii, w prowincji Saragossa, w Aragonii, o powierzchni 75,83 km². W 2011 roku gmina liczyła 973 mieszkańców.